# Police de la route (Belgique)
La police de la route, de son nom complet en néerlandais et en français Wegpolitie Police de la Route, d'où son abréviation WPR, est une composante de la police fédérale belge qui assure les missions de police sur les autoroutes et les routes nationales qui lui sont attribuées. 
La WPR fut créée lors de la réforme des polices de Belgique entrée en vigueur le 1er janvier 2001 à la suite de l'Affaire Dutroux, succédant ainsi aux anciennes « UPC » (unité provinciale de circulation).

## Histoire

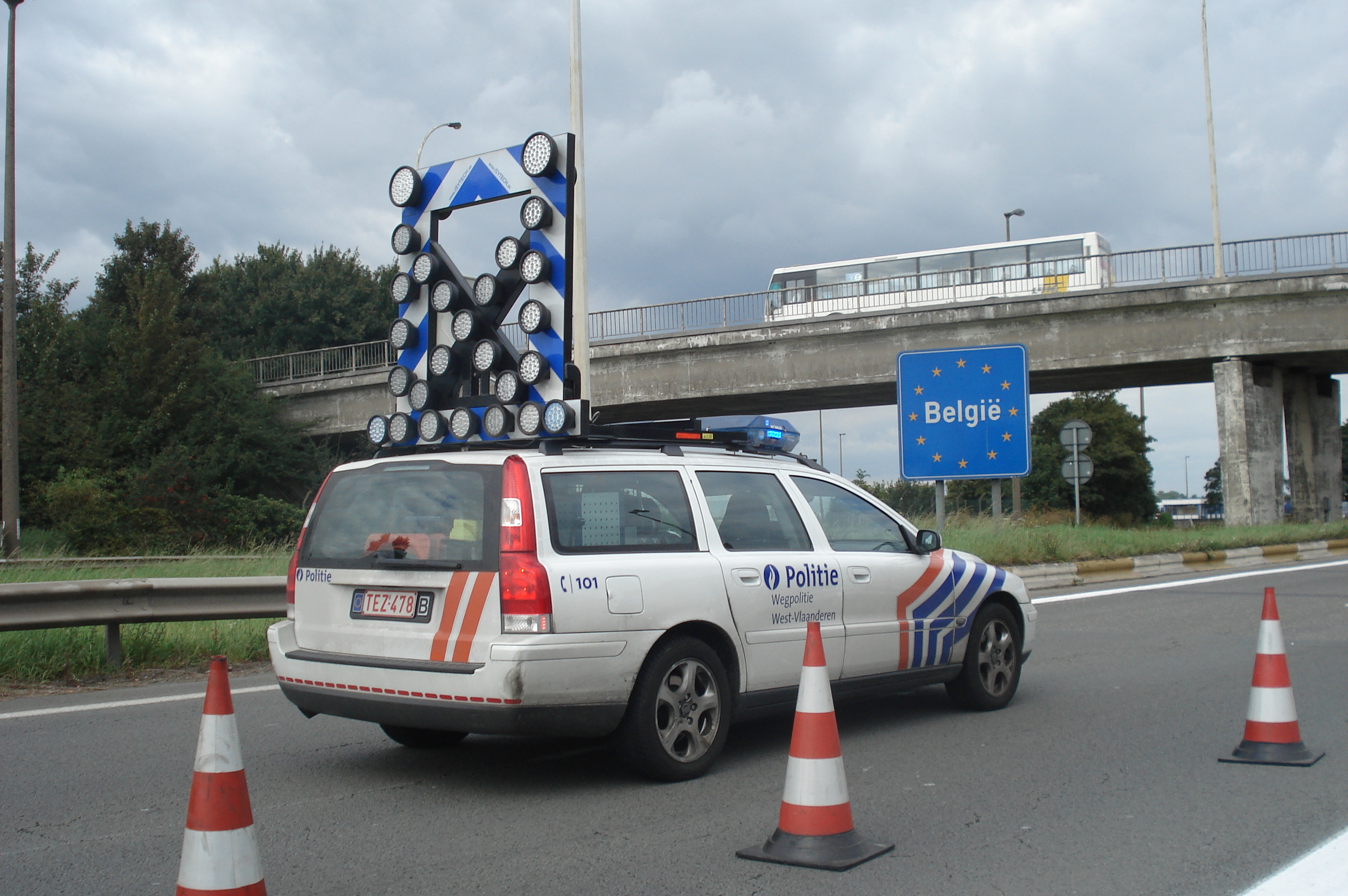
Une Volvo de la WPR en intervention en 2007.

Les missions de la WPR étaient autrefois attribuées à la Gendarmerie belge avant la réforme des polices de 2001.

## Divisions

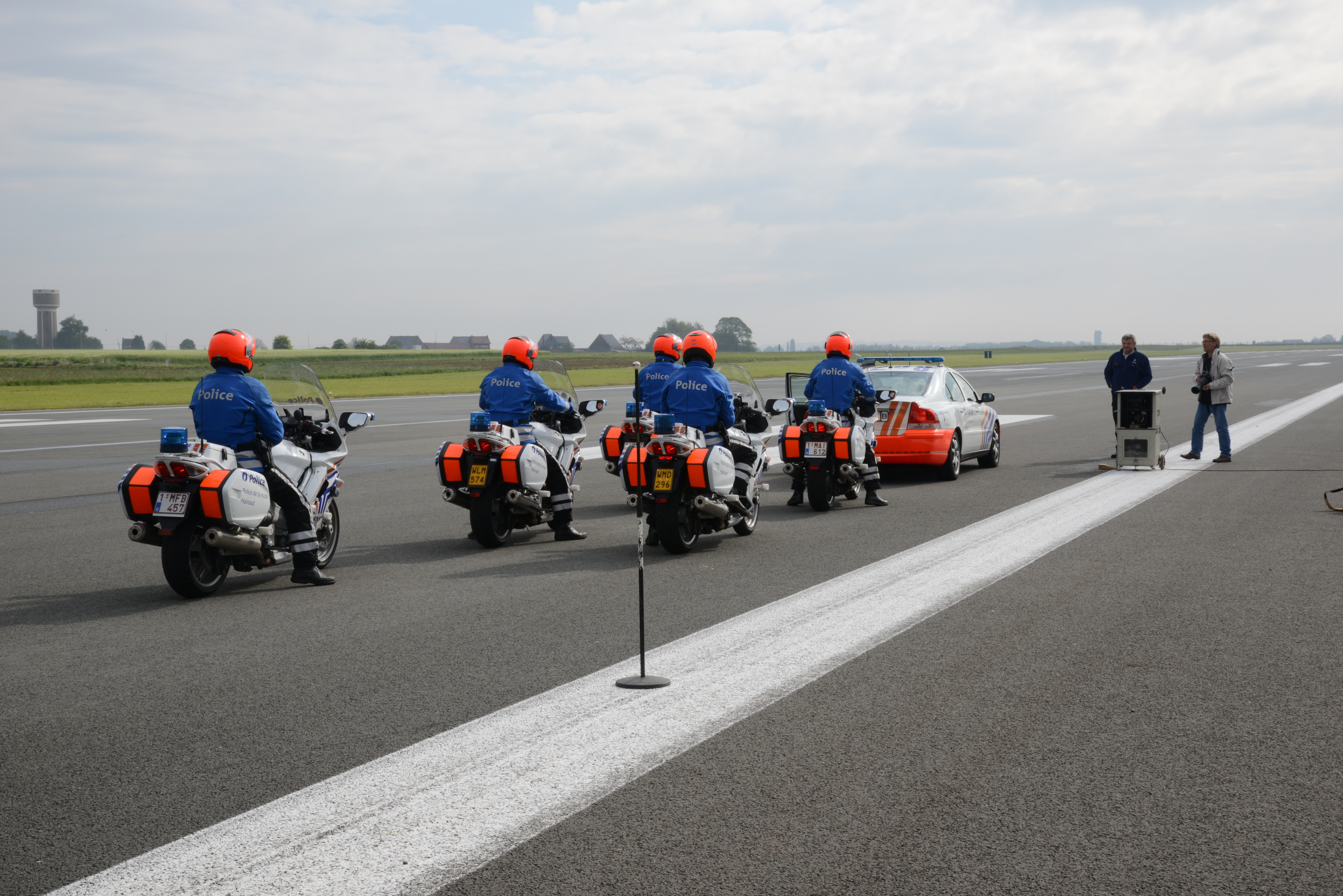
Motos et voitures de la WPR lors du calibrage des radars effectué sur la base aérienne de Chièvres.

La WPR est divisée en 26 postes de circulation, répartis sur neuf commandements, sur le territoire des neuf provinces belges. La répartition des postes de circulation sur les commandements provinciaux WPR se présente comme suit :
- WPR Antwerpen
  - Poste de circulation Antwerpen
  - Poste de circulation Brecht
  - Poste de circulation Grobbendonk
  - Poste de circulation Turnhout
- WPR Brabant (de l'ancienne province de Brabant, aujourd'hui Brabant flamand, Brabant wallon et région de Bruxelles-Capitale)
  - Poste de circulation Anderlecht
  - Poste de circulation Auderghem
  - Poste de circulation Bertem
  - Poste de circulation Reyers (Machelen)
- WPR Limburg
  - Poste de circulation Hasselt
  - Poste de circulation Houthalen
- WPR Oost-Vlaanderen
  - Poste de circulation Aalter
  - Poste de circulation Gentbrugge
  - Poste de circulation Wetteren
  - Poste de circulation Zelzate
- WPR West-Vlaanderen
  - Poste de circulation Jabbeke
  - Poste de circulation Courtrai
- WPR Hainaut
  - Poste de circulation Charleroi
  - Poste de circulation Mons
  - Poste de circulation Péruwelz
- WPR Liège
  - Poste de circulation Awans
  - Poste de circulation Battice
  - Poste de circulation Malmedy
- WPR Luxembourg
  - Poste de circulation Arlon
  - Poste de circulation Massul
- WPR Namur
  - Poste de circulation Achêne
  - Poste de circulation Daussoulx

## Véhicules

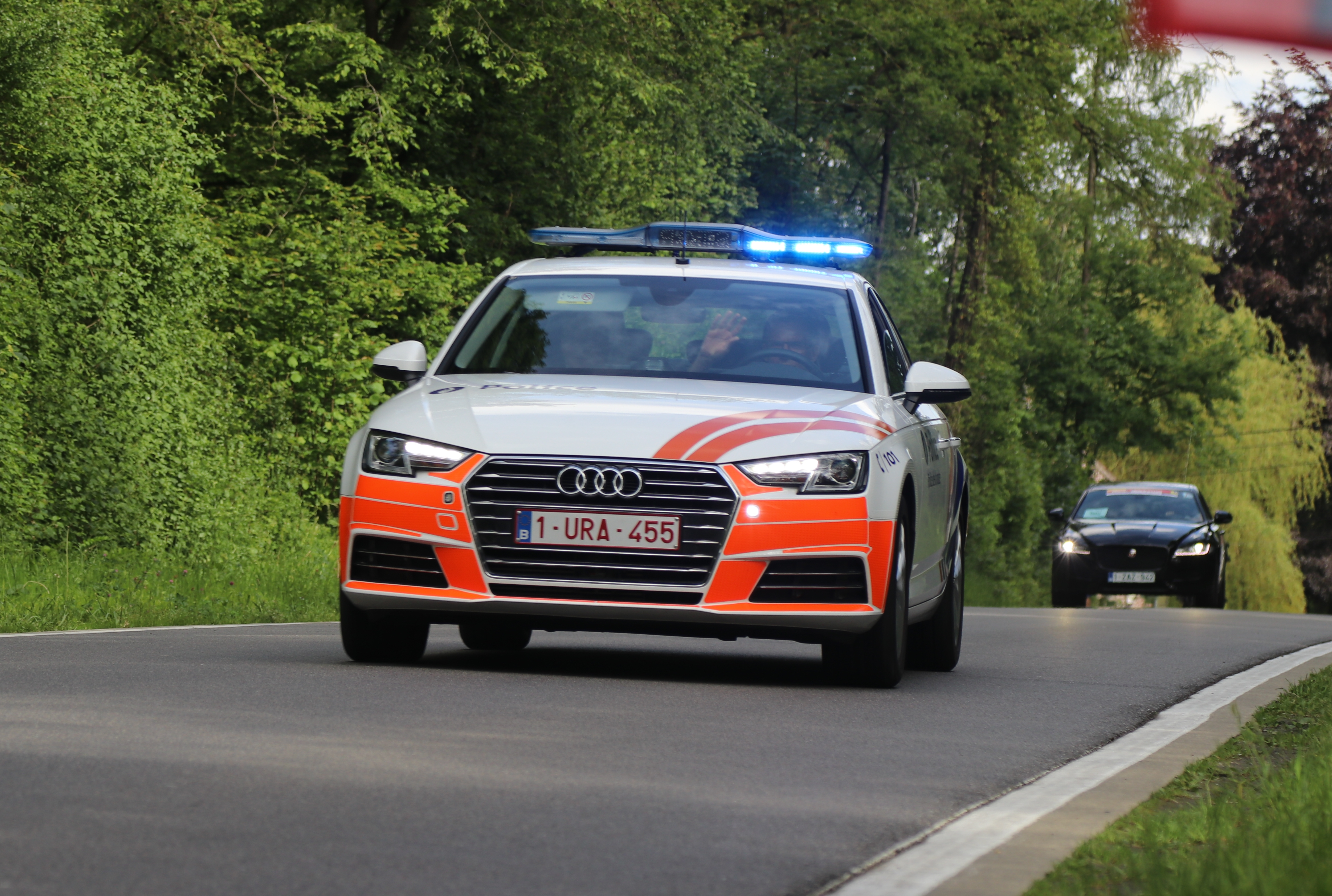
Une Audi A4 de la WPR.
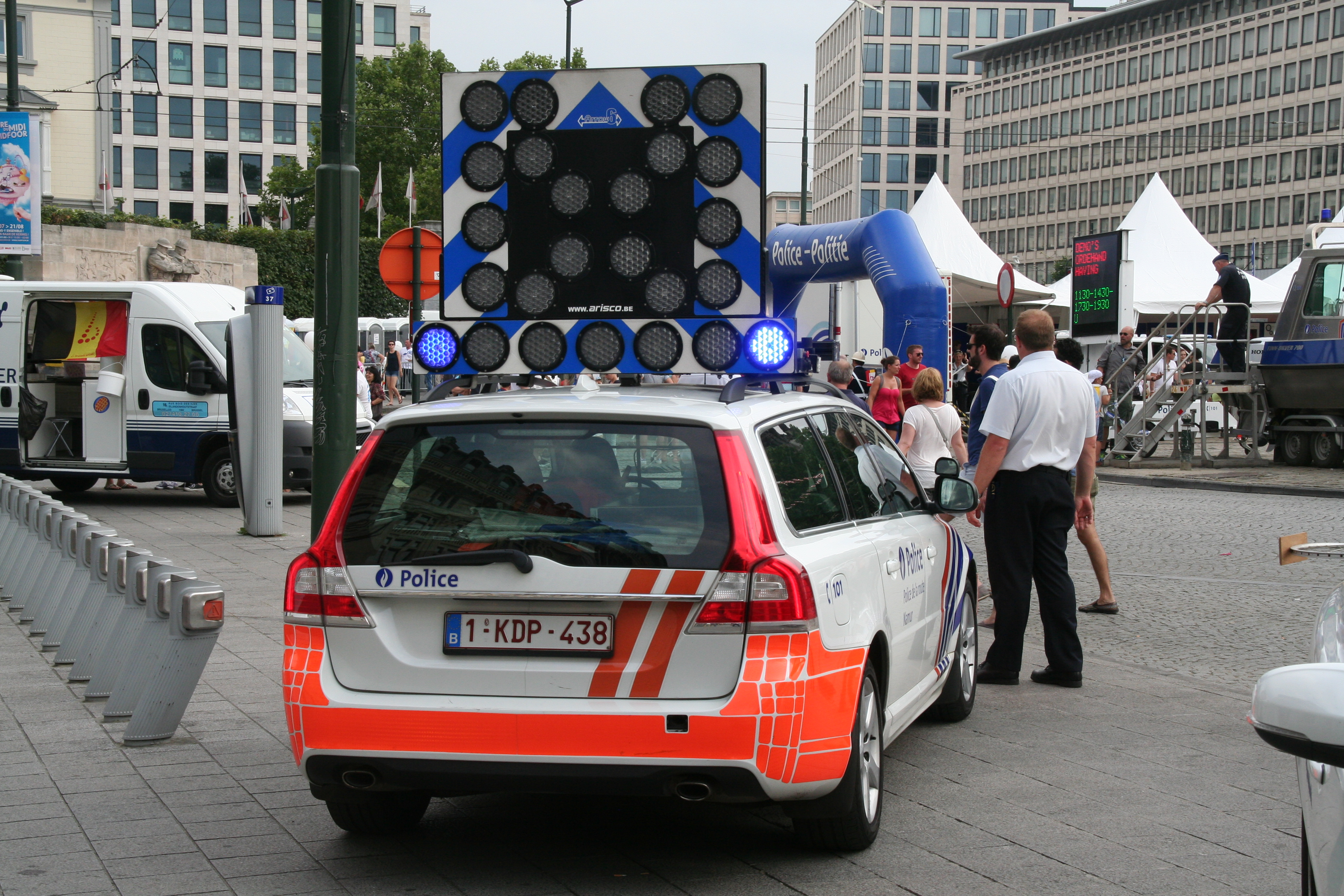
Une Volvo V70 et sa flèche de signalisation.
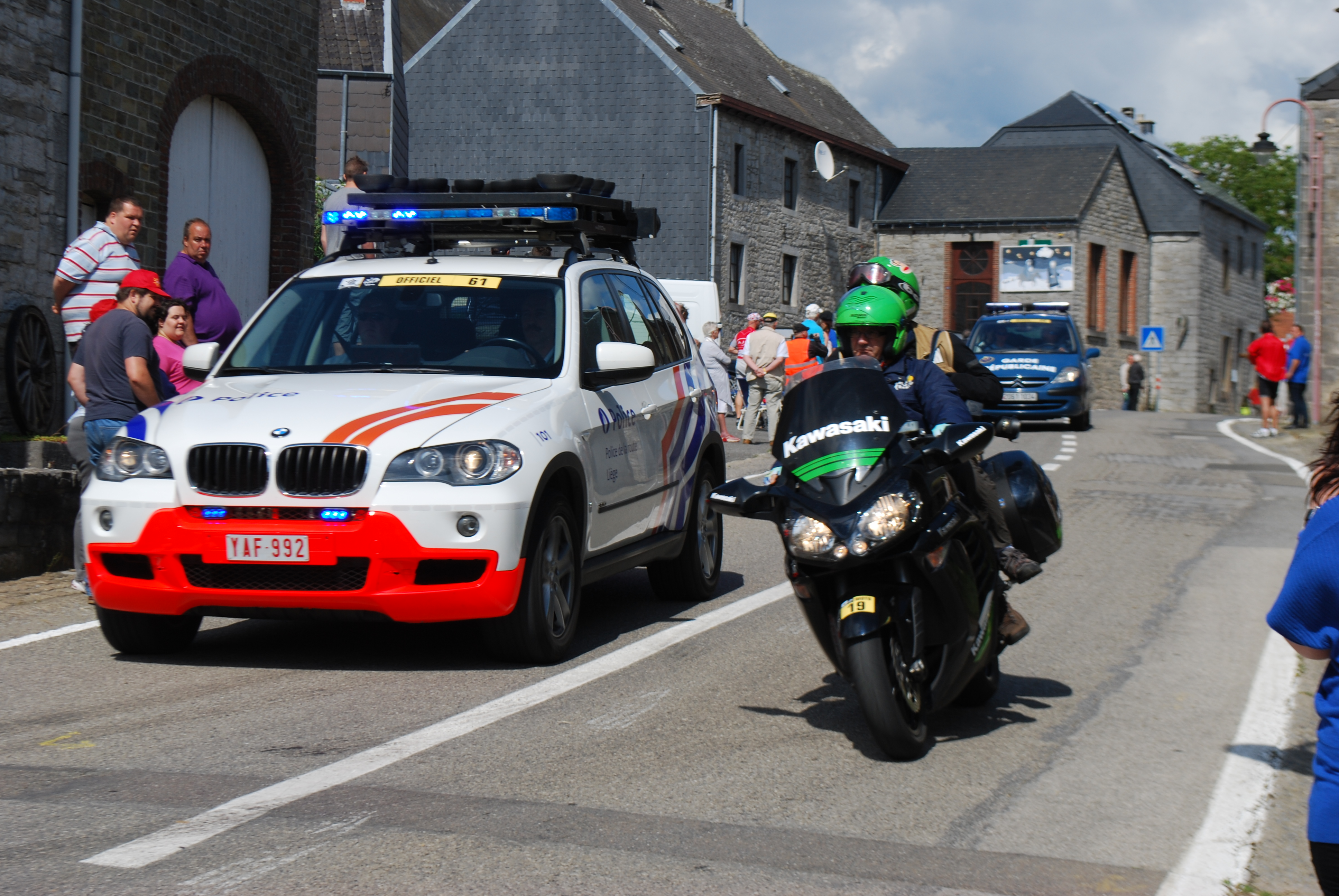
BMW X5 de la WPR de Liège lors d'une étape du Tour de France 2012 à Durbuy.

## Dans la culture populaire
- Police de la route (émission de télévision) et sa suite En route avec la police locale